# Miriam Gonzalez
Miriam González (n. 8 de julio de 1977) es una modelo estadounidense.
Fue elegida playmate del mes de marzo en 2001. En la publicación de sus fotografías en abril y mayo de 2005 de la edición de Vixens Special Edition ella mencionó la posibilidad de una cirugía de reducción de senos para aliviar los dolores de espalda que tiene desde tiempo atrás.
Miriam está en colaboración con Playboy Radio's The Playmate Hour en Sirius Satellite Radio durante varios meses durante el 2005 y 2006.

## Filmografía
- Miami Vice (ayudante de posproducción)
- Playboy Playmate DVD Calendar Collection:2000-2005 (2006) (V)
- Playboy: 50 Years of Playmates (V) 2004
- Playboy: No Boys Allowed, 100% Girls 2 (V) 2004
- Playboy: Hot Lips, Hot Legs (V) 2003
- Playboy: Roommates (V)  2002
- Playboy Video Playmate Calendar 2002 , 2001
- Playboy: Lusty Latin Ladies (V) 2002